# 王文燮
王文燮（1932年9月28日—2020年3月29日），中華民國陸軍二級上將（退役）、白色恐怖受害者、政治人物，山東省日照市人，後居於新北市新店區，陸軍官校25期畢業，曾任陸軍步兵193師長、陸軍六軍團參謀長、國防部參謀本部作戰助理次長、陸軍69軍長、陸軍澎防部司令、陸軍八軍團司令、聯勤總司令、國防部副部長。王文燮1949隨中華民國政府來到台灣，在澎湖七一三事件中入伍，所以應沒參與與國共內戰。
2020年3月，在永和車禍中自撞身亡；在第二次國共內戰期間曾親赴最前線戰場，屬於具備實戰經驗的中華民國國軍將領之一；歷經臺灣白色恐怖時期，是澎湖七一三事件受害者之一；中國國民黨籍，長期擔任黃復興黨部主任委員，也曾是中國國民黨中評會主席團主席、臺灣山東旅臺同鄉聯誼總會總會長、中華戰略學會理事長。

## 生平
1949年，在國共內戰中，隨中華民國政府來到台灣，在澎湖七一三事件中被強迫入伍。王文燮在2011年曾發言，否認當年曾有屠殺事件，只有兩位學生被刺刀刺傷。
畢業於中華民國陸軍軍官學校25期騎兵科，後進入陸軍指揮參謀學院、三軍大學戰爭學院受訓。1993年至1996年間，由李登輝總統任命為聯勤總部總司令，晉升為二級上將。
2010年，參與新同盟會與黃埔軍校同學會發起的首屆中山黃埔兩岸情論壇，此後每年固定參與活動。
2017年，為支持郝龍斌競選中國國民黨主席，任中興軍系後援會會長，希望郝龍斌可以帶領中國國民黨重返執政，並主張中國國民黨應追求中國統一。此後王文燮又在多個場合呼籲兩岸統一。
2020年3月29日清晨6時許，王文燮獨自駕車在新北市新北環河快速道路永和段，直接撞上保生路匝道口分隔島，當場已無呼吸心跳，王被送往耕莘醫院搶救，於同日上午8時40分不治逝世。

## 爭議
2016年王文燮與夏瀛洲、吳斯懷、陳廷寵等退役將領赴中國大陸參加第六屆中山黃埔兩岸情與紀念孫中山150週年大會。前小英教育基金會董事姚立明評為「這種人不叫自己打自己耳光嗎？這些人居然還在街上要求人家給他尊嚴，還反對別人改陸軍官校的校歌？這就是這一群軍人的自甘墮落，自己在侮辱自己」、「我真想給他呸，丟臉丟死人。」立委段宜康諷刺這些退將是「閉著眼睛接客，只要有生意做、有球打、有酒喝；被人家駡幾句，又不痛又不癢，有什麼關係？」另立委王定宇也痛批那群退將「可惡至極」「是納稅人不能接受的」。文史作家管仁健亦連續撰文譏評那群人。
立法院國防委員會於11月14日通過提案，指夏瀛洲、吳斯懷、陳廷寵等人「迄今持續領取終身俸等各類退撫給與，且中國官方迄今對我國敵意未滅，自應注意其赴中時期之言行及參加活動之性質」、卻「無視於國防部及退輔會頒布之相關規定與規範，毫無顧及我社會觀感輿情、重傷國軍弟兄防衛保台情感，嚴重違悖軍人對國家之政治忠誠義務與榮譽」，「建請陸委會、國防部與退輔會等相關單位徹查，並考慮取消退俸及其相關獎、勳章」。立法院將修法規範停止未經許可赴中國大陸參與政治活動之退職人員領取退休俸的權利。